# Spółgłoska szczelinowa zadziąsłowa bezdźwięczna
Spółgłoska szczelinowa zadziąsłowa bezdźwięczna – rodzaj dźwięku spółgłoskowego występujący w językach naturalnych. W międzynarodowej transkrypcji fonetycznej IPA oznaczana jest symbolem: [ʃ]

## Artykulacja
W czasie artykulacji podstawowego wariantu [ʃ]:
- modulowany jest prąd powietrza wydychanego z płuc, czyli jest to spółgłoska płucna egresywna
- tylna część podniebienia miękkiego zamyka dostęp do jamy nosowej, powietrze uchodzi przez jamę ustną (spółgłoska ustna)
- prąd powietrza w jamie ustnej przepływa ponad całym językiem lub przynajmniej uchodzi wzdłuż środkowej linii języka (spółgłoska środkowa)
- koniuszek języka i jego brzeżek kontaktuje się tuż za górnymi dziąsłami, tworząc szczelinę
- więzadła głosowe nie drgają – jest to spółgłoska bezdźwięczna

### Warianty
- wzniesienie środkowej części grzbietu języka w stronę podniebienia twardego, mówimy wtedy o spółgłosce zmiękczonej (spalatalizowanej): [ʃʲ]
- wzniesienie tylnej części grzbietu języka w kierunku podniebienia tylnego, mówimy spółgłosce welaryzowanej: [ʃˠ]
- napięcie mięśni gardła – mówimy o spółgłosce faryngalizowanej [ʃˁ]
- zaokrąglenie warg, mówimy wtedy o spółgłosce labializowanej [ʃʷ]

### Terminologia
Spółgłoskę [ʃ] zaliczamy do spółgłosek syczących, czyli sybilantów.

## Przykłady
- w języku angielskim: show [ʃəʊ]
- w języku arabskim: إن شاء الله [inʃəʊ] „Jak Bóg da” (często spotykane powiedzenie w państwach arabskich. Na język polski możemy to przełożyć na "Może tak, a może nie".)
- w języku baskijskim: kaixo [kajʃo] „cześć”
- w języku niemieckim: Schule [ʃu:lə] „szkoła”
- w języku polskim: szafa [ˈʃafa]
- w języku serbsko-chorwackim: šuma [ʃûma] „las”

Polska i rosyjska spółgłoska szczelinowa zadziąsłowa bezdźwięczna jest często uznawana (przez lingwistów zachodnich, ale nie przez slawistów) za spółgłoskę laminalną z retrofleksją ʂ. W języku polskim mamy jednak do czynienia z artykulacją z płaskim językiem, więc używanie tego terminu ma na celu podkreślenie różnicy między polskimi twardymi spółgłoskami zadziąsłowymi a ich czeskimi czy angielskimi odpowiednikami, wymawianymi miękko. Głoska ʃ jest też używana w Słowniku wymowy polskiej.